# Raúl López Sánchez
Raúl López Sánchez (Torreón, Coahuila; 28 de diciembre de 1904 - Ciudad de México, 11 de enero de 1957) fue un político y abogado mexicano, miembro del Partido Revolucionario Institucional. Fue Senador, Gobernador de Coahuila y secretario de Marina.

## Biografía
Su educación primaria la curso en la Escuela Inglesa de la Ciudad de México. En la preparatoria conoció a un grupo de jóvenes quienes, al correr del tiempo serían importantes políticos, destacando entre ellos Miguel Alemán Valdés. Licenciado en Derecho por la Universidad Nacional Autónoma de México en 1928. Asociado con los licenciados Miguel Alemán y Gabriel Ramos Millán, abrió un despacho jurídico. 
Jefe del Departamento del Trabajo en Veracruz, y de Auditoría de la Secretaría de Gobernación. En 1943 fue diputado federal por el III Distrito Electoral Federal de Coahuila. Senador por su estado. El Congreso lo designó gobernador sustituto del 6 de junio de 1948 al 30 de noviembre de 1951, su administración se caracterizó por el gran número de obras públicas que realizó entre las que destacan: 288 kilómetros de carreteras, 480 aulas escolares, estableció el Instituto Tecnológico de Saltillo, construyó el Hospital Civil de Saltillo, se puso en funcionamiento el aeropuerto Plan de Guadalupe, se inauguraron los hospitales Infantil y Civil de Torreón. 
En 1952 fue designado por el presidente Miguel Alemán, Secretario de Marina, siendo uno de los dos únicos civiles que han ocupado ese cargo. 
Durante los últimos años de su vida atendió el despacho particular.